# Pignicourt
Pignicourt é uma comuna francesa na região administrativa de Altos da França, no departamento de Aisne. Estende-se por uma área de 7,01 km². Em 2010 a comuna tinha 199 habitantes (densidade: 28,4 hab./km²).